# La Haute-Gaspésie
La Haute-Gaspésie est une municipalité régionale de comté (MRC) du Québec (Canada) située dans la région de la Gaspésie–Îles-de-la-Madeleine. Son chef-lieu est Sainte-Anne-des-Monts. 
En 2021, la MRC de La Haute-Gaspésie possède le revenu médian après impôt des familles le plus bas du Québec, soit 69 440 dollars. 
De sa création le 11 mars 1981 jusqu'au 27 mai 2000, la MRC porte le nom de MRC de Denis-Riverain, en l'honneur du seigneur Denis Riverain ayant reçu des administrateurs de la Nouvelle-France, les territoires en concession de l’anse de Cap-Chat et des rivières Cap-Chat, Sainte-Anne, Madeleine et Mont-Louis,. 

## Géographie

### Entités territoriales
La MRC est constituée de huit municipalités locales et de deux territoires non organisés. 
| Nom                                      | Statut                  | Population 2021 | Superficie (km2) | Densité (h/km2) | Ref. |
| ---------------------------------------- | ----------------------- | --------------- | ---------------- | --------------- | ---- |
| Cap-Chat                                 | Ville                   | 2 516           | 207,4            | 12,13           |      |
| Coulée-des-Adolphe                       | Territoire non organisé | 0               | 86,9             | 0               |      |
| La Martre                                | Municipalité            | 194             | 177,6            | 1,09            |      |
| Marsoui                                  | Municipalité de village | 289             | 177,1            | 1,63            |      |
| Mont-Albert                              | Territoire non organisé | 167             | 3 457,1          | 0,05            |      |
| Mont-Saint-Pierre                        | Municipalité de village | 186             | 51,5             | 3,61            |      |
| Rivière-à-Claude                         | Municipalité            | 141             | 156,17           | 0,9             |      |
| Saint-Maxime-du-Mont-Louis               | Municipalité            | 1 047           | 229,5            | 4,56            |      |
| Sainte-Anne-des-Monts                    | Ville                   | 6 121           | 336,4            | 18,2            |      |
| Sainte-Madeleine-de-la-Rivière-Madeleine | Municipalité            | 289             | 262,3            | 1,1             |      |
| Total                                    | Total                   | 10 950          | 5 139,5          | 2,13            |      |

## Démographie
| 1991   | 1996   | 2001   | 2006   | 2011   | 2016   | 2021   |
| ------ | ------ | ------ | ------ | ------ | ------ | ------ |
| 14 019 | 13 733 | 12 722 | 12 329 | 12 088 | 11 316 | 10 950 |

## Photographies

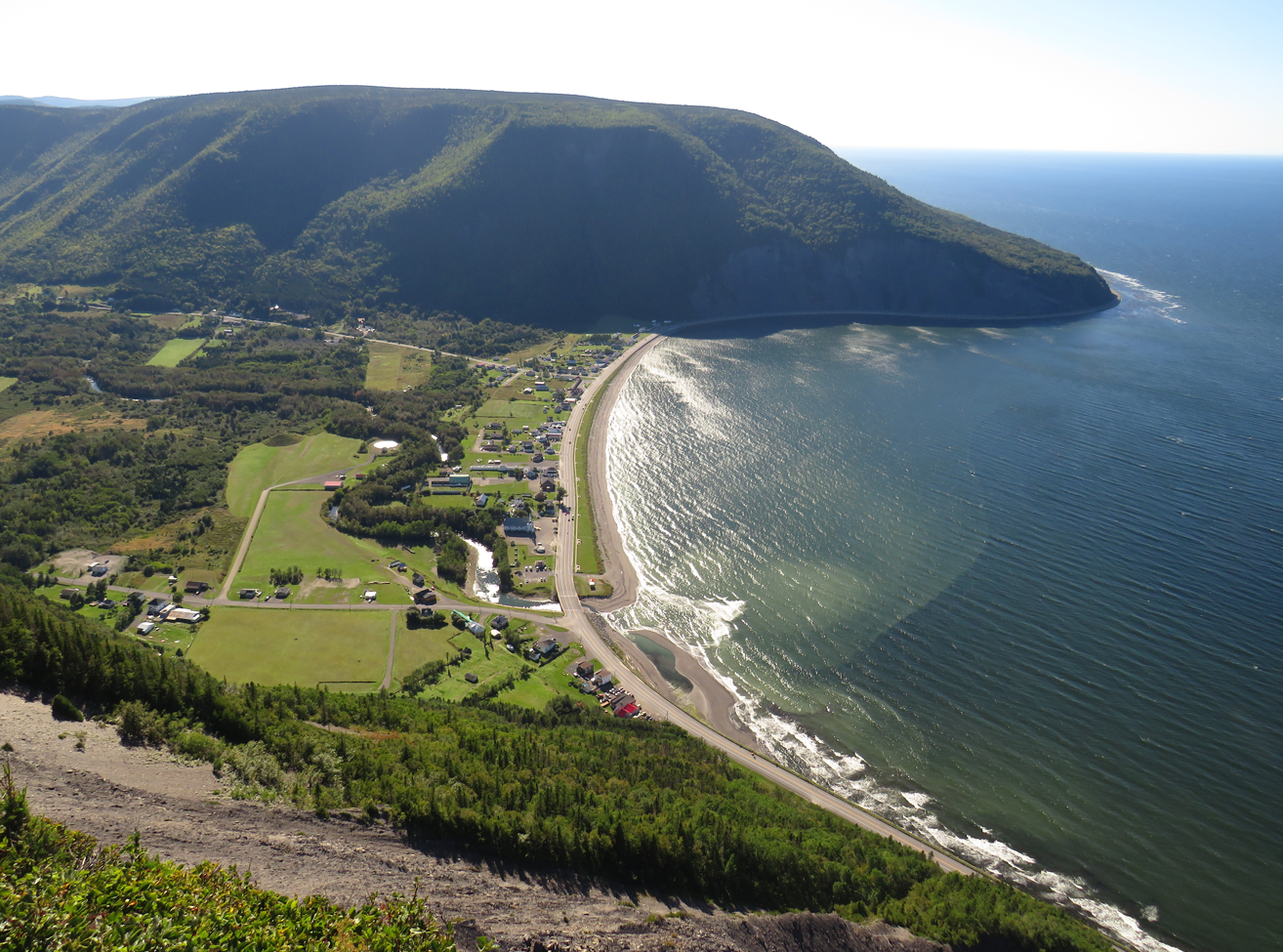
Village de Mont-Saint-Pierre avec les paysages côtiers typiques de la Haute-Gaspésie.
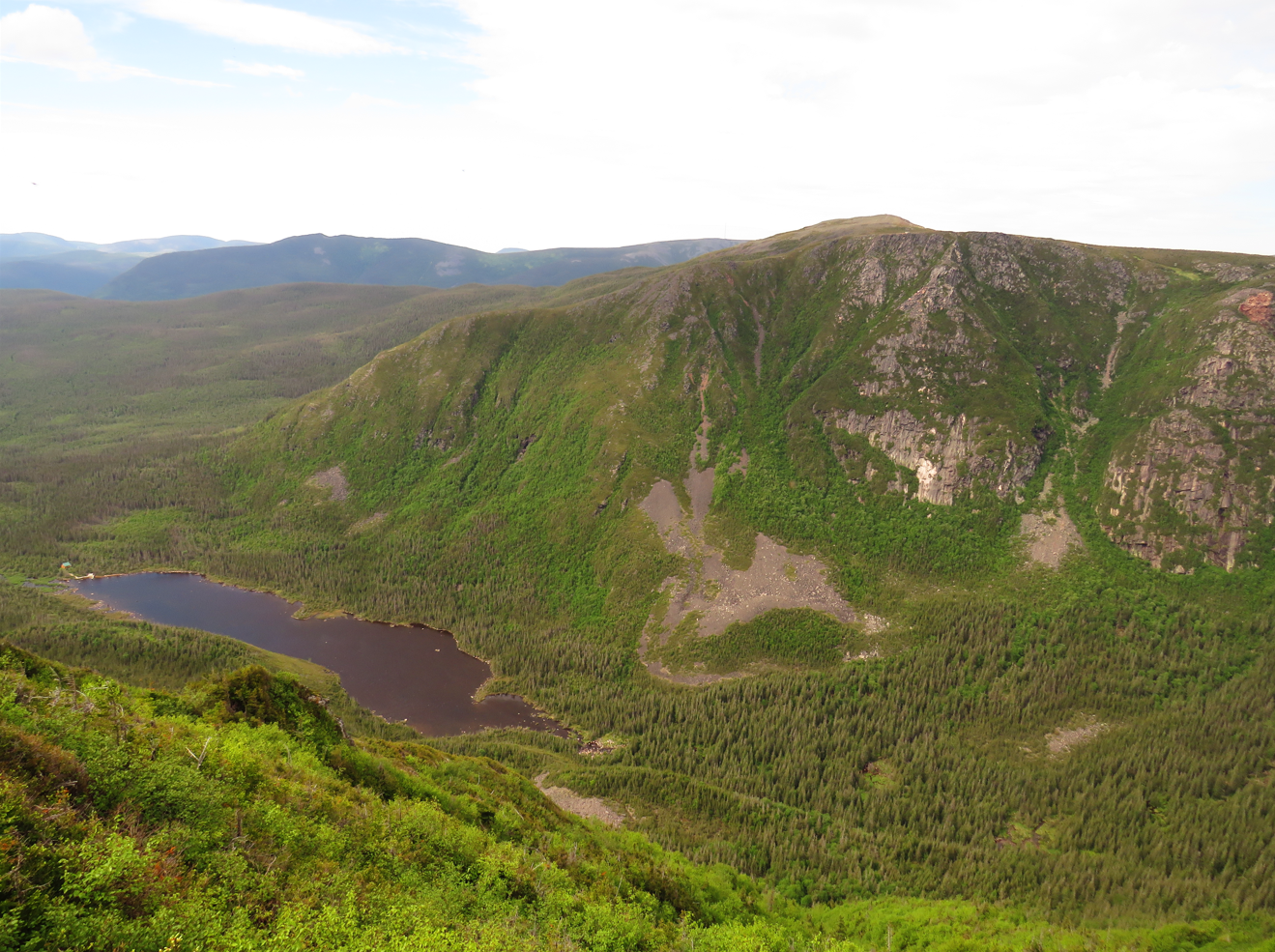
Mont Xalibu observé depuis le mont Joseph-Fortin, dans le parc national de la Gaspésie.
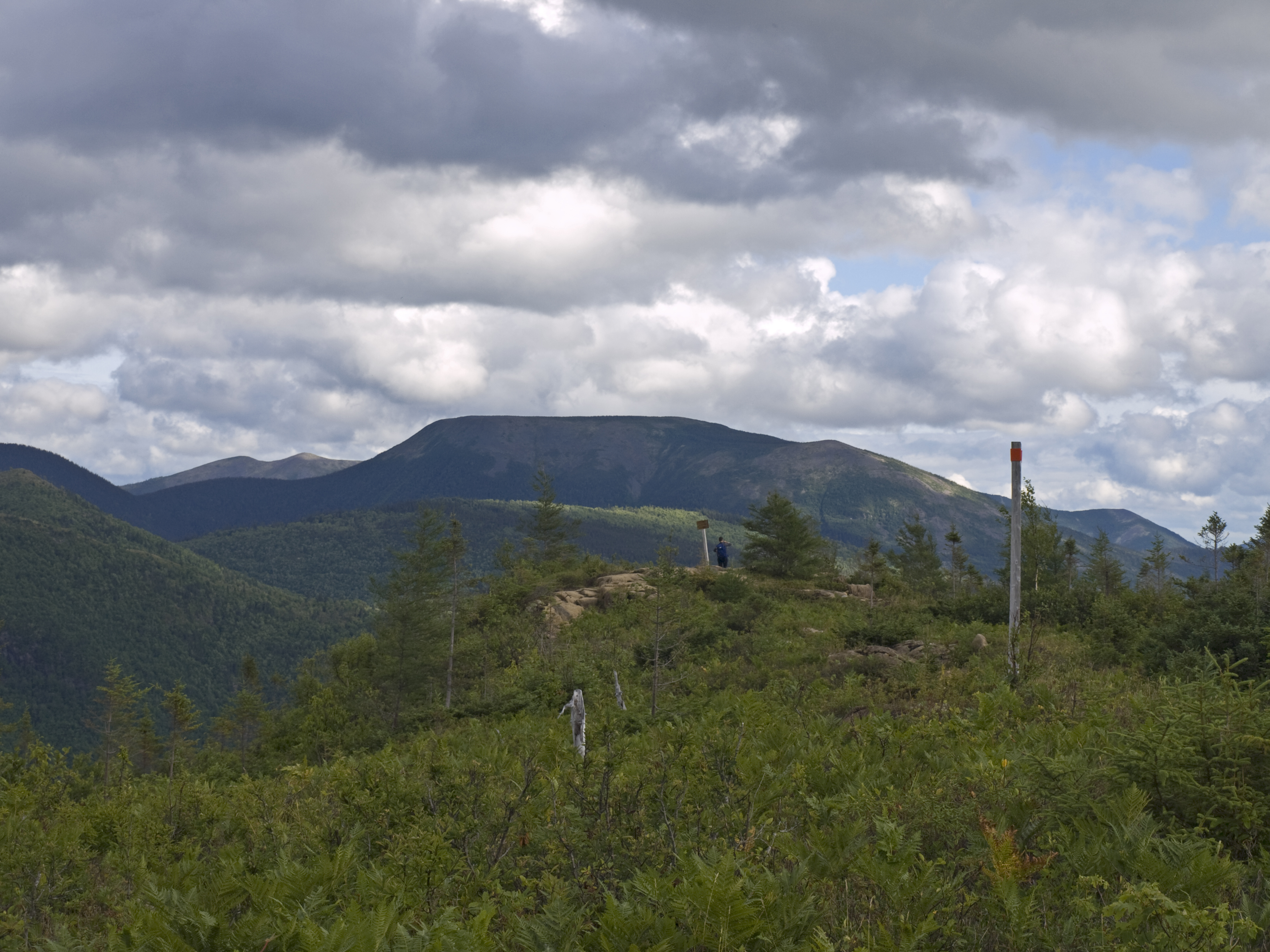
Vue depuis le sommet du mont Olivine.
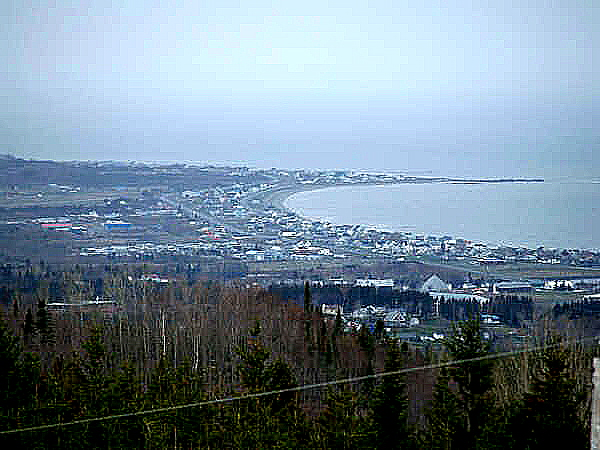
La ville de Sainte-Anne-des-Monts.